# Csurgay István (csellista)
Csurgay István (Budapest, 1940. október 19. – Budapest, 2017. augusztus 8.) cselló előadóművész, egyetemi tanár, a Magyar Rádió és Televízió Szimfonikus Zenekarának cselló szólamvezető.
Budapesten született 1940. október 19-én. Tanulmányait 1959 és 1964 között a budapesti Liszt Ferenc Zeneművészeti Főiskola gordonka szakán Friss Antal növendékeként végezte, majd 1967-68-ban a moszkvai Csajkovszkij Konzervatóriumban, Natalia Gutman osztályában vett részt továbbképzésen.
Az 1963-as Pablo Casals Nemzetközi Gordonka versenyen sikeresen részt vett. Ennek eredményeként 1964-ben felvettek a Magyar Rádió és Televízió Szimfonikus Zenekarába. 1968-tól zenekarának vezető csellistája lett. 1969-től 2011-ig egyetemi tanárként oktatott a Zeneakadémián.
A tanítványai közé tartozik Vahur Luhtsalu, Csikyné Reményi Eszter, Nagymiklósi Judit,Kállay Ágnes.